# Israel Gelfand
Israïl Moiseevich Gelfand (ryska: Израиль Моисеевич Гельфанд, jiddisch: ישראל געלפֿאַנד), född 2 september 1913 i dåv. Okny, Cherson gubernija, Tsarryssland (nuv. Krasnye Okny, Odesa oblast, Ukraina), död 5 oktober 2009 i New Brunswick, New Jersey, var en sovjetisk-amerikansk matematiker som gjorde stora insatser inom matematiken, bland annat inom gruppteori och representationsteori. Gelfand undervisade under många år vid Moskvauniversitetet och senare vid Rutgers University.

## Biografi
Gelfand föddes i en judisk familj i Cherson gubernija i Tsarryssland (numera Krasnye Okny i Ukraina). Han anses vara "bland de största 1900-talsmatematikerna" och har haft stor inverkan på matematiken, både genom sina egna verk och sina studenter, exempelvis Endre Szemerédi och Alexandre Kirillov. Gelfand invandrade till Amerika 1989.

## Priser och utmärkelser
Gelfand fick Leninorden tre gånger för sin forskning.  1977 blev han utländsk ledamot i Royal Society. Han fick Wolfpriset 1978, Kyotopriset 1989 och MacArthur Fellowship 1994. Han var ordförande i Moskvas matematiska sällskap mellan 1968 och 1970 och har blivit utnämnd till utländsk ledamot i U.S. National Academy of Sciences, American Academy of Arts and Sciences, Royal Irish Academy, American Mathematical Society och London Mathematical Society.